# Silvija Ravdone
Silvija Ravdone, coniugata Krodere (Liepāja, 12 ottobre 1940 – Riga, 9 febbraio 2017), è stata una cestista sovietica.

## Carriera
Con l'Unione Sovietica ha disputato i Campionati mondiali del 1967 e due edizioni dei Campionati europei (1964, 1966).